# Saint-Nabor
Saint-Nabor es una localidad y comuna francesa, situada en el departamento de Bajo Rin en la región de Alsacia.  

## Demografía
| 215 | 235 | 246 | 351 | 434 | 479 |
| Para los censos de 1962 a 1999 la población legal corresponde a la población sin duplicidades (Fuente: INSEE [Consultar]) |     |     |     |     |     |

## Patrimonio
- vestigios de la abadía de Niedermunster
- Capilla de Saint-Jacques
- Capilla de Saint-Nicolas